# 林昌倫
林昌倫（英語：Lin Chang-Lun，1991年6月28日—）臺灣花蓮縣人，為一位臺灣足球運動員，在足球場上司職中場，目前效力於國內的全國城市足球聯賽台電足球隊。

## 生平
林昌倫出生於臺灣花蓮縣，擁有臺灣原住民阿美族的血統，最早與足球的接觸是在其國小時期時，因校內僅有唯一一支球類代表隊就是足球代表隊，因此在四年級時加入校隊效力。國中時期，林昌倫就讀於花蓮縣當地的足球名校美崙國中，而在這個時期，林昌倫也加入該校的足球校隊，並且，當時教練認為他適合踢中場的位置，此後便成為中場球員。
2006年德國世界盃時，楊力州、張榮吉兩位導演受到NIKE的委託，協力合作拍攝臺灣本地的足球形象廣告，足球紀錄片《奇蹟的夏天》，而當時拍攝團隊找上美崙國中，並拍攝美崙國中足球校隊的17位學生為全國中等學校運動會備戰的過程，片中便包含了林昌倫在內的高俊鴻、李健良以及嚴和生等目前國家隊的球員入鏡。
高中時期，林昌倫同樣就讀於花蓮縣擁有足球勁旅校隊的國立花蓮高級農業職業學校土木科，也加入該校的足球校隊，背號9號，並在2009年第二屆高中足球聯賽中，代表花蓮高農獲得應屆冠軍。
大學時期，林昌倫就讀於國立臺灣體育大學，加入該校足球校隊，並在2011年大專足球聯賽（UFA）在11月30日所進行的男一級複賽時代表臺灣體大對上銘傳大學，而林昌倫於比賽第59分鐘突圍破門，最終以1:0取勝，也讓臺體大在該屆大專足球聯賽的複賽階段上取得2連勝。然而林昌倫後續因兵役問題，大學四年級時，選擇向臺體大休學後，先行進入到台灣國訓足球隊效力。
2015年韓國光州世界大學運動會中，林昌倫擔任中華臺北男子足球隊的隊長一職。
2015年由高雄市舉辦的104年全國運動會男子足球項目中，林昌倫代表花蓮縣參賽，並最終取得季軍的成績。
2023年12月，林昌倫與林建勛、高俊鴻一同宣布在該季結束後退役。

## 職業生涯

### 俱樂部
目前林昌倫效力於擁有臺灣足球南霸天之稱的台電足球隊，而由於中超杭州綠城目前急需一名組織型球員，透過隊上同為臺灣人也是當前中華臺北代表隊隊長的陳柏良引薦，因此林昌倫預計將在2015年11月至12月之間前往中國進行測試。

### 國家隊
林昌倫最早曾代表過中華臺北U19代表隊，以及21歲時入選中華臺北U22代表隊，並且他曾擔任過中華臺北U22男子足球代表隊的隊長，在2012年6月時，亞足聯U23亞洲錦標賽小組賽面對菲律賓一戰中，林昌倫於比賽第11分鐘以及第31分鐘時各進一球，終場幫助U22中華臺北代表隊以2:1擊敗菲律賓，之後面對緬甸、馬來西亞也都各有攻進1球。然而中華臺北卻仍無法晉級該項賽事的決賽圈，但林昌倫在該項賽事中獨進4球，是當時U22中華臺北代表隊的進球王。在同年年底的2013年菲律賓和平盃賽事中林昌倫代表中華臺北首戰面對菲律賓又攻進1球，使得當時林昌倫獲得菲律賓殺手的稱號。

## 國家隊生涯統計
| 中華台北                | 中華台北 | 中華台北 | 中華台北 |
| 年度                    | 出賽     | 進球     | 參考     |
| ----------------------- | -------- | -------- | -------- |
| 2012                    | 3        | 0        | [ 2 ]    |
| 2013                    | 2        | 1        | [ 2 ]    |
| 2014                    | 3        | 1        | [ 2 ]    |
| 2015                    | 7        | 0        | [ 2 ]    |
| 2016                    | 4        | 0        | [ 2 ]    |
| 2017                    | 6        | 0        | [ 2 ]    |
| 2018                    | 3        | 0        | [ 2 ]    |
| 2019                    | 3        | 0        | [ 2 ]    |
| 2021                    | 3        | 0        | [ 2 ]    |
| 2022                    | 1        | 0        | [ 2 ]    |
| 2023                    | 1        | 0        | [ 2 ]    |
| 總計                    | 36       | 2        | [ 2 ]    |
| 最後更新於2023年6月19日 |          |          |          |

| 中華台北 U23 | 中華台北 U23 | 中華台北 U23 | 中華台北 U23 |  |
| 年度         | 出賽         | 進球         | 參考         |  |
| ------------ | ------------ | ------------ | ------------ |  |
|              |              |              |              |  |
| 總計         |              |              |              |  |
|              |              |              |              |  |

## 國家隊進球紀錄
| 進球紀錄 | 日期           | 地點                         | 對手     | 比分 | 賽果 | 比賽類型           |
| -------- | -------------- | ---------------------------- | -------- | ---- | ---- | ------------------ |
| 1.       | 2013年10月11日 | 菲律賓巴科洛德Panaad Stadium | 菲律賓   | 1-0  | 2-1  | 2013年菲律賓和平盃 |
| 2.       | 2014年9月6日   | 菲律賓馬尼拉黎剎紀念體育場   | 巴勒斯坦 | 2-3  | 3-7  | 2014年菲律賓和平盃 |

## 資料來源
1. 1 2 3 4  . 足巢.   [2015-11-05]. （原始内容存档于2019-09-19） （中文（臺灣））.
2. 1 2  . National Football Teams.   [2015-11-05]. （原始内容存档于2020-11-26） （英语）.
3. ↑  Kacaw．Mayaw. . 原住民電視台. 2015-10-13  [2015-11-05]. （原始内容存档于2019-10-13） （中文（臺灣））.
4. ↑  I Love Football 足球狂熱. . 運動視界. 2015-08-28  [2015-11-05]. （原始内容存档于2019-12-07） （中文（臺灣））.
5. ↑  張克銘. . 東森新聞.   [2015-11-05]. （原始内容存档于2019-11-28） （中文（臺灣））.
6. ↑  . 國立花蓮高農.   [2015-11-05]. （原始内容存档于2016-03-04） （中文（中国大陆））.
7. ↑  . 國立臺灣體育大學體育室.   [2015-11-05]. （原始内容存档于2019-10-05） （中文（臺灣））.
8. ↑  . SSU大專學生運動網. 2011-03-30  [2015-11-05]. （原始内容存档于2016-03-04） （中文（中国大陆））.
9. 1 2  . 中華民國足球協會. 2013-10-13  [2015-11-05] （中文（臺灣））.
10. 1 2  劉肇育. . 東森新聞. 2014-03-01  [2015-11-05]. （原始内容存档于2019-12-07） （中文（中国大陆））.
11. ↑  黃及人. . 中國時報. 2015年6月26日  [2015-11-05]. （原始内容存档于2019-12-06） （中文（臺灣））.
12. ↑  范振和. . 聯合報. 2015-10-13  [2015-11-05]. （原始内容存档于2016-03-04） （中文（臺灣））.
13. ↑  邱子珩. . 勁球網. 2023-12-13  [2024-12-09]. （原始内容存档于2025-06-05） （中文（臺灣））.
14. ↑  張克銘. . 東森新聞. 2015-09-08  [2015-11-05]. （原始内容存档于2019-12-09） （中文（臺灣））.
15. ↑  . 中華民國足球協會. 2012-08-01  [2015-11-05] （中文（臺灣））.[永久]
16. 1 2  張克銘. . 東森新聞. 2014-08-06  [2015-11-05]. （原始内容存档于2019-12-07） （中文（臺灣））.